# Смирнов, Виктор Дмитриевич
Виктор Дмитриевич Смирнов — советский хозяйственный, государственный и политический деятель.

## Биография
Родился в 1909 году. Член КПСС.
С 1929 года — на хозяйственной, общественной и политической работе. В 1929—1966 гг. — мастер, начальник цеха, начальник блюминга, главный инженер Кузнецкого металлургического завода, главный инженер Ново-Тагильского металлургического завода, директор Западно-Сибирского металлургического завода, начальник управления Сибвостоксталь. Ж
Депутат Кемеровского облсовета.
За коренные усовершенствования управления производством и технологии на КМК имени И. В. Сталина, обеспечившие высокую производительность и экономичную работу был удостоен Сталинской премии в области техники 1950 года.
Умер после 1966 года.